# Aminotransferaza alaninowa
Aminotransferaza alaninowa (w skrócie ALT, ALAT, AlAT lub GPT od ang. glutamic pyruvic transferase) – narządowo niespecyficzny enzym (EC 2.6.1.2) indykatorowy, biorący udział w przemianach białek. Należy do aminotransferaz i katalizuje odwracalną reakcję przenoszenia grupy aminowej z L-alaniny na kwas α-ketoglutarowy z wytworzeniem kwasu pirogronowego i kwasu L-glutaminowego.
kwas glutaminowy + kwas pirogronowy ⇄ kwas α-ketoglutarowy + alanina

## Znaczenie w diagnostyce chorób
Badanie poziomu aminotransferazy alaninowej jest często wykorzystywane w diagnostyce laboratoryjnej diagnostyce medycznej, głównie w rozpoznawaniu chorób wątroby i dróg żółciowych.
Najczęstszymi przyczynami wzrostu aktywności w surowicy krwi ALT, jak i spokrewnionego enzymu indykatorowego AST mogą być:
- martwica mięśnia serca (zawał mięśnia sercowego, pourazowe uszkodzenie serca np. po zabiegach kardiochirurgicznych),
- choroby wątroby (zapalenia wątroby niezależnie od etiologii),
- uszkodzenie mięśni szkieletowych (jak np. zmiażdżenia kończyn, inne urazy, zapalenia mięśni, rzadziej dystrofia mięśniowa, rabdomioliza w przebiegu zatruć i stosowania niektórych leków, zwłaszcza z grupy statyn, czyli leków obniżających stężenie cholesterolu),
- stosowanie niektórych leków psychotropowych, jak np. agomelatyna, amisulpryd,
- intensywny, forsowny wysiłek fizyczny, trening siłowy[3] (wzrost poziomu obserwowany głównie u mężczyzn).

Z uwagi, że rutynowo określa się zarówno poziom ALT, jak i AST, do diagnostyki również weszło pojęcie wskaźnika de Ritisa, czyli stosunku AST do ALT.
W warunkach prawidłowych wskaźnik ten jest większy od jedności (a więc wartości AST są nieco wyższe od ALT), natomiast spadek poniżej 0,9 silnie wskazuje na chorobę miąższu wątroby.

## Genetyka
Izoforma cytoplazmatyczna aminotranferazy alaninowej jest kodowana przez gen GPT znajdujący się na chromosomie 8 (8q24.3), a gen GPT2 znajdujący się na chromosomie 16 (16q12.1) odpowiada za kodowanie izoformy mitochondrialnej tego enzymu.